# Surniculus musschenbroeki
El cuclillo drongo moluqueño (Surniculus musschenbroeki) es una especie de ave cuculiforme de la familia Cuculidae nativa de las islas Molucas y Célebes. Anteriormente era considerado conespecífico con el cuclillo drongo asiático (Surniculus lugubris) pero en la actualidad es reconocido como especie separada. El nombre científico de la especie conmemora a Wilhelm van Musschenbroek, administrador colonial holandés en las Indias Orientales.

## Distribución
Se distribuye en las islas indonesias de Célebes, Buton, Obira, Bacan y Halmahera.